# 尼克爾峰
尼克爾峰（英語：Nickell Peak），是南極洲的山峰，位於維多利亞地，處於斯龐瑟斯峰東南面1.9公里，由美國南極名稱諮詢委員命名，現時由南極條約體系管理。